# Prosoplus grisescens
Prosoplus grisescens är en skalbaggsart som beskrevs av Stefan von Breuning 1938. Prosoplus grisescens ingår i släktet Prosoplus och familjen långhorningar. Inga underarter finns listade i Catalogue of Life.